# Love of a Lifetime
Love of a Lifetime è una power ballad del gruppo musicale statunitense FireHouse, estratta come terzo singolo dal loro album di debutto FireHouse nel giugno 1991. Divenne il brano di maggior successo del gruppo, raggiungendo il quinto posto della Billboard Hot 100 la settimana del 28 settembre 1991. Il singolo è stato certificato con il disco d'oro per le vendite dalla RIAA il 4 dicembre 1991.

## La canzone
La canzone venne principalmente composta dal cantante C.J. Snare; egli scrisse gran parte del testo e della melodia mentre si trovava in una camera d'albergo. Quando la band consegnò i demo per il loro primo album alla Epic Records, l'etichetta sottolineò la necessità di avere una ballata potente. Snare ha raccontato:
Negli anni il brano si è affermato come uno dei pezzi più utilizzati durante le cerimonie di matrimonio negli Stati Uniti.

## Tracce
1. Love of a Lifetime – 4:46
2. Helpless – 4:25
3. All She Wrote – 4:27

## Classifiche
| Classifica (1991)   | Posizione massima |
| ------------------- | ----------------- |
| Canada              | 30                |
| Stati Uniti         | 5                 |
| Stati Uniti (radio) | 10                |